# Оліївська територіальна громада
Оліївська сільська територіальна громада — територіальна громада в Україні, у Житомирському районі Житомирської області. Адміністративний центр — село Оліївка.

## Загальна інформація
Площа території — 302,3 км², кількість населення — 8 250 осіб (2020).
Станом на 2018 рік, площа території громади становила 131,3 км², кількість населення — 5 296 мешканців.

## Населені пункти
До складу громади входить 21 село: Вишпіль, Вільськ, Дідушанка Довжик, Зороків, Іванків, Івановичі, Кам'янка, Ксаверівка, Крученець, Некраші, Новопіль, Новоселиця, Окілок, Оліївка, Піщанка, Світин, Сонячне, Троковичі, Щербини та Ялинівка.

## Історія
Утворена 14 липня 2017 року шляхом об'єднання Кам'янської, Оліївської сільських рад Житомирського району та Троковицької сільської ради Черняхівського району.
15 квітня 2020 року Кабінет Міністрів України затвердив перспективний план формування територій громад Житомирської області, в якому Вільська об'єднана територіальна громада відсутня, а Вільська, Зороківська, Ксаверівська та Новопільська сільські ради включені до Оліївської сільської територіальної громади.
Відповідно до розпорядження Кабінету Міністрів України № 711-р від 12 червня 2020 року «Про визначення адміністративних центрів та затвердження територій територіальних громад Житомирської області», територію колишньої Вільської сільської об'єднаної територіальної громади включено до складу Оліївської сільської територіальної громади Житомирського району Житомирської області.